# Пит Венц
Питер „Пит“ Венц (енгл. Peter Lewis Kingston "Pete" Wentz III; рођен 5. јуна 1979) је амерички певач и композитор, али га већина памти као бас-гитаристу групе Фол аут бој. У последње време Венц се показао и као веома успешан предузетник, а водитељ је и једне од бројних музичких емисија на телевизији МТВ.